# 忠誠廢物
忠誠廢物，是中华人民共和国全國港澳研究會理事、北京航空航天大學法學院副教授田飛龍提出的一種現存於香港的現象。2021年3月3日，田飛龍在香港媒體《明報》撰文，指出全国人民代表大会在2021年修改香港選舉制度後，中華人民共和國政府對香港建制派有更高要求，絕非要打造「橡皮圖章」或「忠誠廢物」。據其解釋，「忠誠廢物」所針對的並非任何香港建制派的人士，而是一種可能出現或已經出現的治理能力不彰的現象。中國大陸媒體多維新聞載文解讀，認為其所說的「忠誠廢物」，指的是「大量只知道喊忠誠口號的建制派力量」，這些力量「亂時不能出力，昇平時不能實踐『港人治港』中的治理本意」。
田飛龍的言論引起香港社會討論，也引起部分建制派人士不滿，當中資深建制派元老人物葉國謙反嘲他是「廢柴學者」，而葉國謙的言論則被他指是「斷章取義」及「對號入座」。

## 由來
2021年3月3日，中央對港事務智囊的中國內地學者、北京航空大學副教授、全國港澳研究會理事田飛龍在《明報》撰文，題為《香港民主的新生》。該文表示：「愛國者治港」這個中央堅決落實的新制度，包含更嚴格的問責機制：「中央打造的不是橡皮圖章或忠誠的廢物，而是賢能的愛國者。」，文中並無明言「忠誠的廢物」是誰。
田飛龍的文章發表後，其文中「忠誠的廢物」一詞引起香港政壇及評論界迴響，當中香港建制派政治人物、香港特別行政區全國人民代表大會代表葉國謙作出反駁，表示對田飛龍的言論感到反感，又指每人都有表達自由，但使用諸如「忠誠的廢物」字眼，是「很無禮貌、侮辱性的說話」，他又表示如果有不滿可嚴厲批評，但身為學者的田飛龍不應該用相關字眼，否則也可能會有人質疑他是「廢柴學者」。田飛龍後來接受眾新聞訪問作出回應，指對方「斷章取義」及「對號入座」，評論葉國謙「根本不具備評價一個學者的取勢，評價一個專業學術訓練出來的學者的能力」：又言：「我是覺得他有些情緒化，沒有正確理解我文章的涵義。因為我講『忠誠的廢物』不針對建制派的任何人，講的是一種現象。」就香港沒有橡皮圖章或者忠誠的廢物的疑問，田飛龍認為既往欠缺一些政治表現和政治能力的建制派需要作出檢討，但整體上他們與中央和香港特區政府有所配合，在政府施政的過程當中有盡到一些政治責任，然而在新的法律條件下，他們原有的能力或表現顯然已經不充分，需要進一步發展。對於有人擔心沒有反對派的映襯之下，建制派的工作能力會被暴露出來，他回應「原來他們（建制派）難以有作為，有反對派作為理由，對吧？那現在如果是暴露出來，確實是忠誠的廢物，那正好是做成了這個概念吧，說明他們並不適合來服務香港、服務國家。」

## 解讀及分析
中國大陸媒體多維則載文解讀，認為該詞所指的是「大量只知道喊忠誠口號的建制派力量」，並形容這些力量「亂時不能出力，昇平時不能實踐『港人治港』中的治理本意」。《香港01》有評論文章認為，田飛龍所提及的「忠誠的廢物」並非針對建制派，而是一種可能出現或已經出現的治理能力不彰的現象，亦是對建制派的政治表現、政治能力的善意提醒，一些特定人士根本無須「對號入座」，反而應該致力以政績服人，反躬自省。
《明報》社評認為，香港建制派多年來被視為一個既得集合各種既得利益的政治大聯盟，政治能力不足，在關鍵時刻派不上用場，田飛龍的忠告中的遣詞用語儘管有點尖刻，引起香港政界部分人士不滿，更反脣相稽，但全文中可見田飛龍只是想說明，中央對治港愛國者的能力和表現將有更高要求，建制派不要以為「愛國者治港」只是給他們提供更多席位和職位。自由亞洲電台有評論文章認為，田飛龍並無明言誰是「忠誠的廢物」，但一些建制派人士卻對號入座，是「作賊心虛」，文中又指，近年來中國共產黨被香港問題弄至「焦頭爛額」，需要親自出馬處理，又批評中華人民共和國政府所指望的「愛國者」大部份都是投機派，是不折不扣的「忠誠的廢物」。
傳媒工作者曾志豪於明報撰文，指「愛國者治港，不要橡皮圖章，不要忠誠廢物」這些言論給建制派的生存敲響了警鐘，因為在反對聲音已經消失及泛民主派被大批整肅下，「忠誠」不再稀罕，只剩下「廢物」。
香港時事評論員劉銳紹在《明報》撰文就「『忠誠廢物』是怎樣製造的？」一疑問提出數個角度以作參考：「中共的政治文化不容許和不鼓勵獨立思考」、「中共政治制度和規矩中的主子與奴才關係」、「中共的名韁利鎖令人甘於成為「忠誠廢物」」。

## 詮釋
1. ↑  指隨著《港區國安法》的落實、中央修改香港選舉制度及落實「愛國者治港」，泛民主派被肅清後建制派將會有更大的表現空間[5][8]。